# Cañón de 75 mm modelo 1897
El cañón L.36.3 (Canon de 75 mm modèle 1897) fue la principal pieza de artillería francesa durante la Primera Guerra Mundial, y siguió siéndolo durante la Segunda Guerra Mundial. Su manejo era muy fácil, y de hecho los soldados franceses solo necesitaban unos pocos minutos para aprender a usarlo. Se utilizó en ambas guerras mundiales. Durante la Segunda Guerra Mundial fue muy usado por las tropas del desierto. Destacó en la batalla de Gazala, sobre todo en la posición del fuerte de Bir Hakeim defendido por la 1ª Brigada de las Fuerzas de la Francia Libre.
El cañón de campaña francés de 75 mm era una pieza de artillería de disparo rápido adoptada en marzo de 1898. Su designación oficial francesa era: Matériel de 75 mm Mle 1897. Era comúnmente conocido simplemente como "el 75" y Soixante-Quinze ("setenta y cinco" en francés). Los 75 franceses fueron diseñados como un sistema de armas antipersonal para disparar grandes volúmenes de proyectiles de metralla espaciados en el tiempo contra las tropas enemigas avanzando en campo abierto. Después de 1915 y el comienzo de la guerra de trincheras, prevalecieron otros tipos de misiones en el campo de batalla que exigían proyectiles de alto poder explosivo detonados por impacto, así como de gases tóxicos; también se utilizaron ampliamente como artillería antiaérea montados en camión y fue el armamento principal del tanque de asalto Saint-Chamond en 1918.
El 75 francés es ampliamente considerado como la primera pieza de artillería moderna. Fue el primer cañón de campaña que incluía un mecanismo de retroceso hidroneumático, que mantenía el cañón y las ruedas perfectamente quietas durante la secuencia de disparo. Como no era necesario volver a apuntar después de cada disparo, la dotación podría volver a cargar y disparar tan pronto como el cañón volviera a su posición de descanso. En el uso típico, el 75 francés podía disparar quince proyectiles por minuto sobre su objetivo, ya fueran de metralla o melinita de alto poder explosivo hasta aproximadamente 8.500 m (5.3 mi) de distancia. Su cadencia de disparo podía incluso alcanzar cerca de 30 proyectiles por minuto, aunque solo por un tiempo muy corto y con un equipo bien entrenado.
Al estallar la Primera Guerra Mundial en 1914, el ejército francés tenía alrededor de 4.000 de estos cañones de campaña en servicio. Al final de la guerra, se habían producido alrededor de 12.000. También estaba en servicio con la Fuerza Expedicionaria Estadounidense (AEF), que habían recibido aproximadamente 2.000 ejemplares. Varios miles todavía estaban en uso en el ejército francés a comienzos de la Segunda Guerra Mundial, actualizados con nuevas ruedas con neumáticos para poder ser remolcados por camiones o tractores de artílleria en lugar de caballos. Los 75 franceses establecieron el patrón para casi todas las piezas de campaña de principios del siglo XX, con cañones del mismo calibre que forman la base de muchas unidades de artillería de campaña en las primeras etapas de la Segunda Guerra Mundial.
No debe confundirse con los Schneider M1907 y Schneider 75/28 mm M1912 fabricados posteriormente para la caballería francesa y el mercado de exportación (en España se fabricó bajo licencia), y su modificación de 1914. Aunque usaban la munición francesa original de los 75, estas armas Schneider de fabricación privada eran más ligeras, más pequeñas y mecánicamente diferentes. La fabricación de esta corporación fue tan productiva que el patrón se asocia ocasionalmente con Schneider.

## Desarrollo
El precursor de los 75 franceses era un cañón experimental de 57 mm que se construyó por primera vez en septiembre de 1891 en el Arsenal de Bourges bajo la dirección del capitán Sainte-Claire Deville. Este cañón de 57 mm aprovechó varias de las tecnologías de artillería más avanzadas disponibles en ese momento:
1) La pólvora sin humo inventada por el químico francés Paul Marie Eugène Vieille, que se introdujo en 1884.
2) Munición unitaria, con la carga de pólvora en una vaina de latón que también contenía el proyectil.
3) Un mecanismo de retroceso corto hidroneumático temprano que fue diseñado por el comandante Louis Baquet.
4) Sistema de cierre de recámara de bloque giratorio construida bajo licencia de Thorsten Nordenfelt .
La única diferencia de diseño importante entre el 57 y el 75 era el sistema de retroceso. Pero incluso antes de que el 57 comenzara las pruebas, en 1890 el general Mathieu, Director de Artillería del Ministerio de Guerra, había sido informado de que Konrad Haussner, un ingeniero alemán que trabajaba en el arsenal de Ingolstadt, había patentado un sistema de retroceso de aire comprimido y aceite; también sabían que la firma Krupp estaba considerando introducir el sistema después de probarlo. Krupp rechazaría más tarde la invención de Haussner, debido a problemas técnicos insolubles causados por la fuga del fluido hidráulico.
En 1891, Haussner vendió sus patentes a una empresa alemana denominada Grusonwerk AG Buckau, que buscaba compradores potenciales. Después de revisar los planos en febrero de 1892, los ingenieros de artillería franceses informaron que se podía producir un arma sin comprar el diseño de Haussner. En consecuencia, el general Mathieu recurrió al teniente coronel Joseph-Albert Deport, en ese momento Director de los Atelier de Construction de Puteaux (APX), y le preguntó si podía construir un cañón según el principio general del retroceso del cilindro largo de Haussner sin infringir las patentes existentes. Después de que se juzgara posible, se envió una solicitud formal el 13 de julio de 1892.
Se necesitaron cinco años más bajo el liderazgo del sucesor de Mathieu, el general Deloye, para perfeccionar y finalmente adoptar en marzo de 1898 una versión mejorada y final del cañón de campaña Deport 75 mm de retroceso largo. Varios engaños, algunos de ellos relacionados con el caso Dreyfus que estalló en 1894, habían sido implementados por Deloye y la contrainteligencia francesa para distraer el espionaje alemán.
La versión experimental final del cañón de campaña Deport de 75 mm se probó durante el verano de 1894 y se juzgó muy prometedora. Pruebas extensas, sin embargo, revelaron que todavía era propenso a la fuga de fluido hidráulico del mecanismo de retroceso. El Deport 75 mm fue devuelto al arsenal de Puteaux para más mejoras. La fuga de fluido hidráulico era típica de esta fase experimental de desarrollo de artillería durante la década de 1890, como Haussner y Krupp habían experimentado anteriormente.
En diciembre de 1894, Deport pasó por alto el ascenso y renunció para unirse a "Chatillon-Commentry", una empresa de armamento privada. Dos jóvenes ingenieros militares de la Ecole Polytechnique, los capitanes Etienne Sainte-Claire Deville y Emile Rimailho, continuaron el desarrollo e introdujeron una versión mejorada en 1896. Su contribución fue un mecanismo de retroceso hidroneumático a prueba de fugas que denominaron "Frein II" (Freno II). Una mejora importante fue la colocación de anillos de aleación de plata mejorados en el pistón de movimiento libre que separaba el aire comprimido y el fluido hidráulico dentro del cilindro de retroceso hidroneumático principal. Estas y otras modificaciones lograron el resultado deseado: la retención a largo plazo de fluido hidráulico y aire comprimido dentro del sistema de retroceso, incluso en las peores condiciones de campo.
El capitán Sainte-Claire Deville también diseñó importantes características adicionales, como un dispositivo para perforar automáticamente las espoletas de los proyectiles de metralla durante la secuencia de disparo (un "ajustador de espoleta automático"), seleccionando así la distancia de estallido deseada. La mira telescópica independiente también se había perfeccionado para facilitar su uso en combate por parte de los equipos, y se añadió un escudo de acero al níquel para proteger a los artilleros. Los cajones de munición blindados fueron diseñados para ser inclinados, con el fin de presentar los proyectiles horizontalmente a los sirvientes de la pieza. Los frenos de las ruedas se podían balancear debajo de cada rueda ("abattage") y, junto con la pala de la cola, inmovilizaban la pieza durante el disparo.
El cañón fue adoptado oficialmente el 28 de marzo de 1898 bajo el nombre "Matériel de 75mm Mle 1897". El público lo vio por primera vez durante el desfile del Día de la Bastilla del 14 de julio de 1899.

## Descripción del mecanismo de retroceso hidroneumático
La caña del cañón se deslizaba hacia atrás sobre rodillos, incluido un juego en su boca, cuando se realizaba el disparo. La caña del cañón estaba conectada cerca de la recámara con el émbolo del pistón de un cilindro lleno de aceite colocado justo debajo de esta. Cuando el cañón retrocedía, el pistón era jalado por el retroceso del cañón y por lo tanto empujaba el aceite a través de un pequeño orificio hacia un segundo cilindro situado debajo. Ese segundo cilindro contenía un pistón que flotaba libremente y separaba el aceite que salía de un volumen confinado de aire comprimido. Durante el retroceso de la caña, el pistón flotante era forzado hacia adelante por el aceite, comprimiendo el aire aún más. Esta acción absorbía progresivamente el retroceso a medida que la presión de aire interna se elevaba y, al final del retroceso, generaba una contrapresión fuerte pero decreciente que devolvía el cañón a su posición original. La suavidad de este sistema no tenía igual en 1897, y fue así durante al menos otros diez años. Cada ciclo de retroceso en los 75 franceses, incluido el retroceso, duraba aproximadamente dos segundos, lo que permitía una velocidad máxima de disparo de alrededor de 30 disparos por minuto.

## Municiones
Al principio en 1914, los 75 franceses disparaban dos tipos principales de proyectiles, ambos con altas velocidades de boca (535 m/s para el proyectil de metralla) y un alcance máximo de 8.500 m. Sus trayectorias relativamente planas se extendieron hasta los objetivos designados. Los proyectiles de los 75 franceses, al menos inicialmente en 1914, eran esencialmente antipersonales. Fueron diseñados con el propósito específico de infligir el máximo perjuicio a las tropas enemigas que se estacionan o avanzan al aire libre.
- Un proyectil de acero de alto poder explosivo (HE) de 5,3 kg, con detonación por impacto y una espoleta con retraso cronométrico. Estaba cargado de ácido pícrico, conocido en Francia como "melinita", utilizado desde 1888. El retraso, que duraba cinco centésimas de segundo, estaba diseñado para detonar el proyectil en el aire a la altura de un hombre después de rebotar hacia arriba desde el suelo. Estos proyectiles eran particularmente destructivos para los pulmones de los hombres al explotar en su proximidad.

- Un proyectil de metralla de 7,24 kg con espoleta cronométrica, que contiene 290 esferas de plomo. Las esferas se dispararaban hacia adelante cuando el temporizador de la espoleta llegaba a cero, estallando idealmente por encima del suelo y las tropas enemigas. Durante 1914 y 1915, el proyectil de metralla fue el tipo de munición dominante que se encuentra en las baterías francesas del 75. Sin embargo, en 1918, los proyectiles de alto poder explosivo se habían convertido en el único tipo de munición de 75 mm que quedaba en servicio. Además, se introdujeron varios proyectiles y espoletas nuevas debido a las demandas de la guerra de trincheras. También se usó durante la última parte de la guerra un proyectil con base troncocónica (con un coeficiente balístico superior), que podría alcanzar los 11,000 m. Cada proyectil, ya fuera de alto explosivo o de metralla, estaba unido a una vaina de latón que se expulsaba automáticamente cuando se abría la recámara.

## Capacidad de disparo rápido
Los 75 franceses introdujeron un nuevo concepto en tecnología de artillería: disparar rápido sin realinear el arma después de cada disparo. La artillería más antigua tenía que ser posicionada de nuevo después de cada disparo para mantenerse en el objetivo, y por lo tanto no podía realizar más de dos disparos dirigidos por minuto. Los 75 franceses podían disparar fácilmente quince proyectiles dirigidos por minuto y aún más rápido durante cortos períodos de tiempo. Este índice de disparos, la precisión del arma y la letalidad de las municiones antipersona hicieron que los 75 franceses fueran superiores a todos los demás cañones de campaña de regimiento en ese momento. Cuando estaba emplazado, el primer disparo fijaba la pala y los anclajes de dos ruedas en el suelo, por lo que a partir de entonces los demás disparos se efectuaban desde una plataforma estable. Bajar las anclas de las ruedas atadas al sistema de frenado se llamaba "abattage". El cañón no podía elevarse más allá de los 18° a menos que la pala hubiese sido profundamente enterrada en el suelo. El desplazamiento progresivo junto con pequeños cambios en la elevación se podía llevar a cabo disparando continuamente, llamado "fauchage" o "barrido de fuego". Una salva de cuatro proyectiles de metralla disparaba 17 000 bolas sobre un área de 100 m de ancho por 400 m de largo en un solo minuto, con resultados devastadores.

## Servicio durante la Primera Guerra Mundial
Cada batería del cañón de campaña Mle 1897 de 75 mm (4 cañones) estaba servida por equipos altamente entrenados de 170 hombres dirigidos por 4 oficiales reclutados entre los graduados de las escuelas de ingeniería. Contaban con seis caballos que trasportaban cada arma desmontada; otros seis caballos tiraron cada armón y cajón adicional que se asignaron a cada arma. Una batería incluía 160 caballos, la mayoría de ellos cargando bagaje de los sirvientes, piezas de recambio y suministrando cajones de munición.
La artillería francesa entró en la guerra en agosto de 1914 con más de 4.000 cañones de campaña Mle 1897 de 75 mm (1.000 baterías de 4 cañones cada una). Durante la Primera Guerra Mundial se produjeron más de 17.500 cañones de 75 mm modelo 1897, además de los 4.100 75 franceses que ya habían sido desplegados por el ejército francés en agosto de 1914. Todas las piezas esenciales, incluidos el tubo del cañón y los mecanismos de retroceso oleo-neumáticos fueron fabricados por los arsenales del Estado francés: Puteaux, Bourges, Châtellerault y St Etienne. La empresa automotriz De Dion-Bouton fabricó una versión antiaérea montada en camión de los 75 franceses que fue adoptada en 1913.
La producción total de proyectiles de 75 mm durante la Primera Guerra Mundial excedió los 200 millones, principalmente por la industria privada. Con el fin de aumentar la producción de 20.000 proyectiles por día a 100.000 en 1915, el gobierno recurrió a contratistas civiles y, como resultado, la calidad se deterioró. Esto condujo a una epidemia de detonaciones dentro del ánima que afectaron a la artillería de 75 mm durante 1915. El coronel Sainte-Claire Deville corrigió el problema, que se debía a microfisuras en las bases de las vainas, debido a la premura en la fabricación. La calidad se restauró en septiembre de 1915, pero nunca a los estándares exactos de fabricación previos a la guerra.
Los 75 franceses dieron sus mejores resultados durante la batalla del Marne en agosto-septiembre de 1914 y en la batalla de Verdún en 1916. En ese momento la contribución de la artillería de 75 mm a estos éxitos militares, y por lo tanto a las victorias francesas que siguieron, se vio como significativo. En el caso de Verdun, más de 1.000 75 franceses (250 baterías) estuvieron constantemente en acción, día y noche, en el campo de batalla durante un período de casi nueve meses. El consumo total de proyectiles de 75 mm en Verdún durante el período comprendido entre el 21 de febrero y el 30 de septiembre de 1916 está documentado por el registro público en el Servicio Histórico del Ejército de Tierra, sobrepaso los 16 millones de cartuchos, o casi el 70% de todos los proyectiles disparados por la artillería francesa durante esa batalla. Los 75 franceses fueron un arma antipersona devastadora contra oleadas de infantería atacando a campo abierto, como en Marne y Verdun. Sin embargo, sus proyectiles eran comparativamente ligeros y carecían del poder para destruir las trincheras, los búnkeres de concreto y los refugios profundamente enterrados. Por lo tanto, con el tiempo, las baterías francesas de 75 mm se utilizaron rutinariamente para abrir corredores con proyectiles de alto poder explosivo, a través de los cinturones de alambre de púas alemanes. Después de 1916, las baterías de 75 mm se convirtieron en las piezas preferidas para disparar proyectiles de gas tóxico, incluidos el gas mostaza y el fosgeno .
El ejército francés tuvo que esperar hasta principios de 1917 para recibir en número significativo la artillería pesada de disparo rápido equipada con frenos hidráulicos de retroceso (por ejemplo, el obús Schneider de 155 mm y el cañón de 155 mm de largo alcance. Mientras tanto, contaba con un total de cerca de cuatro mil cañones de fortaleza de 90 mm, 120 mm y 155 mm convertidos en piezas de campaña, todos sin frenos de retroceso, que eran efectivos pero inferiores en la velocidad de fuego a los más pesados y modernos de la artillería alemana. La dependencia excesiva del 75 mm, una doctrina desarrollada por el Estado Mayor durante los años anteriores a la guerra, costó cientos de miles de vidas francesas que se perdieron durante las infructuosas ofensivas del general Joseph Joffre en (Artois / Champagne) en 1915.

## Servicio durante la Segunda Guerra Mundial
A pesar de la obsolescencia provocada por los nuevos desarrollos en el diseño de artillería, un gran número de piezas del 75 todavía estaban en uso en 1939 (4.500 solo en el ejército francés), y finalmente encontraron su camino en una serie de lugares improbables. Un número sustancial había sido entregado a Polonia en 1919-20, para luchar en la guerra polaco-soviética. Eran conocidos como Armata 75 mm wz.1897. En septiembre de 1939, el ejército polaco contaba con 1.374 de estos cañones, lo que la convierte en la pieza de artillería más numerosa en servicio del ejército polaco.
Algunos cañones franceses se modernizaron en el periodo de entreguerras, en parte para adaptarlos al uso antitanque, lo que dio como resultado el Canon de 75 Mle 1897/33 que disparaba un proyectil antitanque de alto poder explosivo. Muchos fueron capturados por los alemanes durante la Caída de Francia en 1940, además de las armas polacas capturadas en 1939. Más de 3.500 fueron modificadas con un freno de boca y montadas en un carro Pak 38 de 5 cm , ahora llamado 7.5 cm Pak 97/38 que fueron utilizados por la Wehrmacht en 1942 como arma de emergencia contra los tanques T-34 y KV soviéticos; su velocidad relativamente baja y la falta de munición moderna para perforar blindajes limitaron su efectividad como arma antitanque. Cuando el 7,5 cm PaK 40 alemán estuvo disponible en cantidades suficientes, la mayoría de las restantes piezas Pak 97/38 fueron devueltas a la Francia ocupada para reforzar las defensas del Muro Atlántico o fueron suministradas a naciones del Eje como Rumanía y Hungría. Los restantes no modificados se utilizaron como piezas de artillería costera y de segunda línea bajo la designación alemana de 7,5 cm FK 231 (f), aunque la más habitual era 7,5 cm FK 97 (p).

## Servicio con el Ejército británico
En 1915, el Ejército británico adquirió una serie de cañones antiaéreos "autocanon de 75 mm mle 1913", como medida provisional mientras desarrollaba sus propias alternativas antiaéreas. Fueron utilizados en la defensa de Gran Bretaña, usualmente montados en camiones de Dion-Bouton usando el afuste francés; también se compraron algunas piezas estándar de 75 mm y las adaptó para el uso de AA utilizando un montaje de Coventry Ordnance Works , el "Center Trunnion". Al término de la guerra había 29 cañones en servicio en Gran Bretaña.
En junio de 1940, con muchos cañones de campaña británicos perdidos en la batalla de Francia, se compraron 895 cañones de campaña M1897 y un millón de proyectiles al Ejército estadounidense. Por fines políticos, la venta a la Comisión de Compras Británica se realizó a través de US Steel Corporation. El cañón básico no modificado era conocido en el servicio británico como "Ordnance QF, 75 mm Mk I", aunque muchas de los cañones se distribuyeron a unidades motados sobre afustes convertidos o actualizados. Fueron operados por unidades de artillería de campaña y antitanque. Algunos de los cañones tenían sus ruedas eliminadas y parte de sus afustes cortados para que pudieran montarse en un afuste de pedestal llamado "Afuste, 75 mm Mk 1". Estos cañones fueron empleadas como artillería costera ligera y no fueron declarados obsoletos hasta marzo de 1945.
Durante la Segunda Guerra Mundial, los británicos también recibieron el M3 Gun Motor Carriage estadounidense bajo los términos de Lend Lease y los usaron en Italia y el norte de Europa hasta el final de la guerra como vehículos de apoyo en los Armored Car Regiments.

## Servicio en el Ejército estadounidense
El Ejército de los Estados Unidos adoptó el cañón de campaña francés de 75 mm durante la Primera Guerra Mundial y lo usó extensivamente en acción. La designación estadounidense del arma básica fue de 75 mm Gun M1897. Había 480 baterías estadounidenses equipadas con el 75 mm (más de 1900 cañones) en los campos de batalla de Francia en noviembre de 1918. La fabricación de los cañones franceses de 75 mm por parte de la industria estadounidense comenzó en la primavera de 1918 y rápidamente se convirtió en un acelerado proceso. Los afustes fueron construidos por Willys-Overland, los recuperadores hidroneumáticos por Singer Manufacturing Company y Rock Island Arsenal y el cañón mismo por Symington-Anderson y Wisconsin Gun Company. La industria estadounidense construyó 1.050 unidades durante la Primera Guerra Mundial, aunque solo 143 se enviaron a Francia.
Los primeros disparos de artillería estadounidenses en acción en la Primera Guerra Mundial fueron disparados por la Battery C, 6th Field Artillery el 23 de octubre de 1917 con un 75 francés apodado "Bridget" que hoy se conserva en el Museo del Ejército de los Estados Unidos. Durante su servicio con la Fuerza Expedicionaria Estadounidense, el capitán (y futuro presidente de Estados Unidos) Harry S. Truman estuvo al mando de una batería de cañones de 75 mm.
Durante la década de 1930, la mayoría de los cañones M1897A2 y A3 (fabricados en Francia) y M1897A4 (fabricados en Estados Unidos) fueron montados sobre el moderno afuste M2A3, que tenía cola dividida, neumáticos que permitían su remolque a cualquier velocidad y un incremento de su elevación a +45° y de su rotación a 30° a la izquierda y a la derecha. Junto con los nuevos proyectiles, estas características aumentaron el alcance efectivo y permitieron que el cañón se usara como un cañón antitanque, en cuya forma equiparon los primeros batallones del Destructor de Tanques.
En 1941, estos se convirtieron en excedentes cuando fueron reemplazados por el obús M101 de 105 mm y fueron retiradas de sus afustes e instalados a bordo del semioruga M3 como M3 GMC. Los M3 GMC se utilizaron en el teatro del Pacífico durante la Batalla de Filipinas y con las Marine Regimental Gun Companies hasta 1944. El M3 GMC también equipó los primeros Batallones de Destructores de Tanques estadounidenses durante las operaciones en el norte de África e Italia y continuó en uso con el británico en Italia y en pequeñas cantidades en el norte de Europa hasta el final de la guerra. Muchos otros fueron utilizados para entrenamiento hasta 1942.
El Cañón M2/M3/M6 75 mm de los tanques medios M3 Lee, M24 Chaffee y el cañón de 75 mm de los subtipos B-25G y B-25H del bombardero medio North American B-25 Mitchell usaron la misma munición que el M1897. El obús de montaña Pack Howitzer M1 de 75 mm utilizó los mismos proyectiles disparados desde una vaina del 75 x 272 R más pequeña.

## Uso contemporáneo
El Canon de 75 modèle 1897 todavía se utiliza en Francia como cañón de saludo Cuando el Ejército francés descartó sus 105 obuses HM2 para reemplazarlos con MO-120-RT, solo quedaron piezas de 155 mm, para las cuales no había vainas vacías disponibles. El ejército volvió a poner en servicio dos Canon de 75 modèle 1897, que se hallaban en el Museo de la Artillería de Draguignan. Se usan para ceremonias estatales. Después de la ceremonia de investidura de un nuevo Presidente de la República Francesa, se disparan 21 salvas por dos cañones de 75 mm en la explanada del Palacio Nacional de Los Inválidos

## Variantes y derivados
En 1899, el Ejército Danés adquirió una serie de licencias bajo de producción a Francia, como medida provisional mientras desarrollaba sus propias alternativas de artillería costera y de campaña. Fueron utilizados en la defensa de Dinamarca, estas eran el modelo danés de 75 mm mle 1897 y modelo danés de 105 mm 1899, también se compraron algunas piezas estándar de 75 mm

## Artillería naval y costera
La Armada francesa adoptó el modelo 1897 de 75 mm para sus baterías costeras y buques de guerra. El modelo de 75 mm 1897-1915 se montó en un afuste SMCA modelo 1925 con una elevación vertical de -10° a + 70 ° y una rotación de 360 °; esto permitió su uso en un cometido antiaéreo.
Se desarrollaron específicamente para uso antiaéreo nuevos cañones de 75 mm. El 75 mm modèle 1922, 75 mm modèle 1924 y 75 mm modèle 1927 L/50 se desarrollaron a partir del L/62,5 75 mm Schneider modèle 1908 y fueron instalados en los acorazados de la Clase Danton .

## Artillería de campaña
- Canon de 75 mm mle 1897 modifié 1938

variante de artillería motorizada con las ruedas de madera reemplazadas por ruedas metálicas con neumáticos, escudo rediseñado

## Artillería de montaña
- Canon de 75 M(montagne) modele 1919 Schneider
- Canon de 75 M(montagne) modele 1928

## Canon de 75 antiaérien mle 1913-1917
Familia de cañones antiaéreos franceses de 75 mm diseñados y fabricados por Schneider et Cie en Le Creusot
- Autocanon de 75 mm mle 1913

Variante antiaérea autopropulsada, montada en un chasis de camión 4X2 De Dion-Bouton con un motor de 8 cilindros de gasolina con una potencia de 35 cv
- Canon de 75 mm antiaérien mle 1915

Estructura de vigas de acero de ángulo alto montada en un pozo con 360° de recorrido transversal; también hubo una versión con una plataforma giratoria montada en un pedestal de hormigón.
- canon de 75 mm contre-aéroplanes mle 1917

variante antiaérea en un remolque de 1 eje con tres patas estabilizadoras.

## Antitanque
Canon de 75 mm mle 1897 modifié 1933, escudos y ruedas similares a los de la versión estándar, pero con carriles divididos que permiten un recorrido de 58 °. Utilizado en el papel antitanque.

## Usuarios
- Francia
- Alemania nazi: Empleó cañones capturados.
- Bélgica
- España
- Estados Unidos
- Finlandia
- Hungría
- Polonia
- Portugal
- Reino Unido
- Rumania
- Serbia
- Uruguay
- Venezuela

## Galería

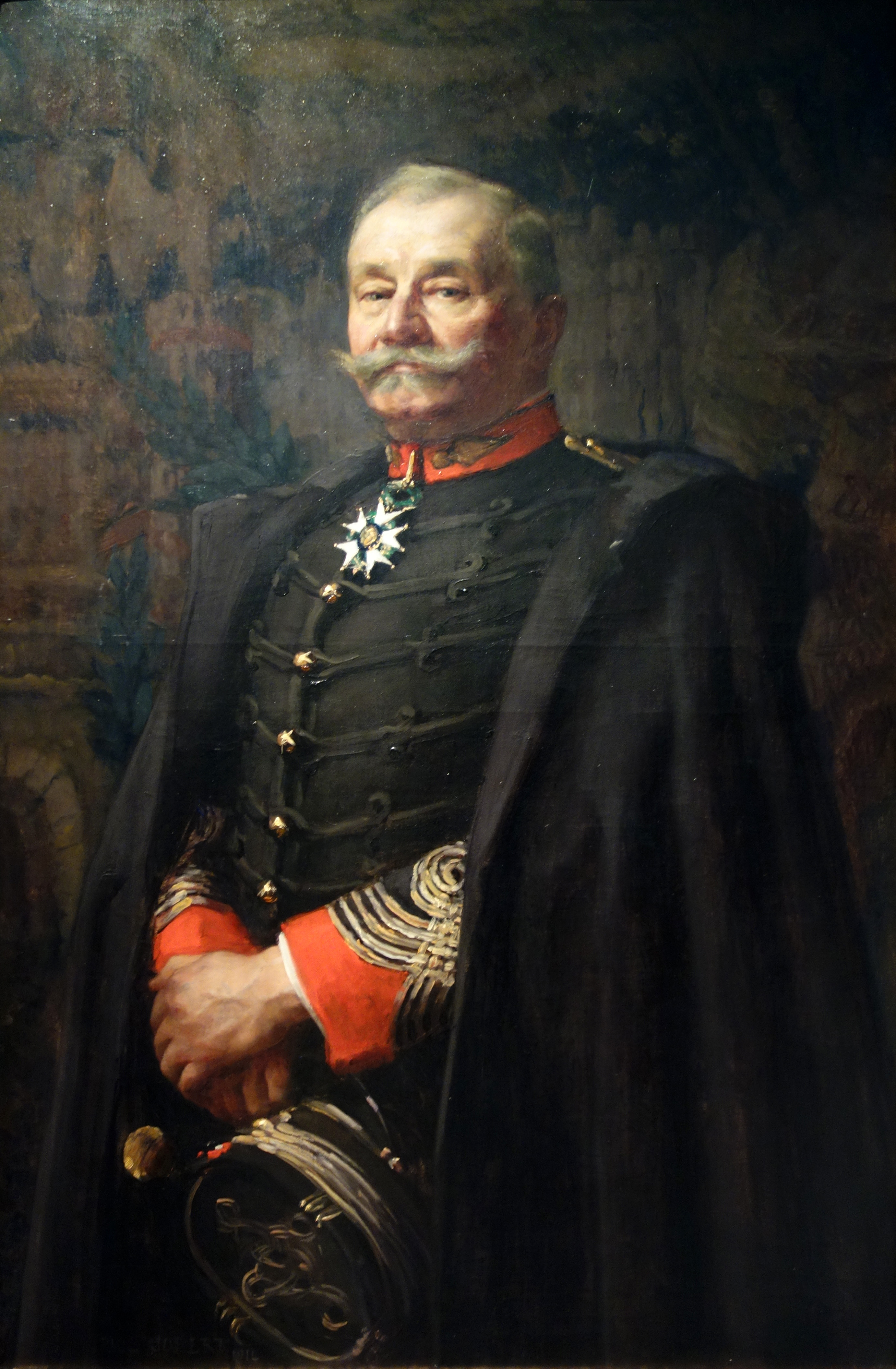
El teniente coronel Joseph Albert Deport, diseñador del cañón de campaña de 75 mm.
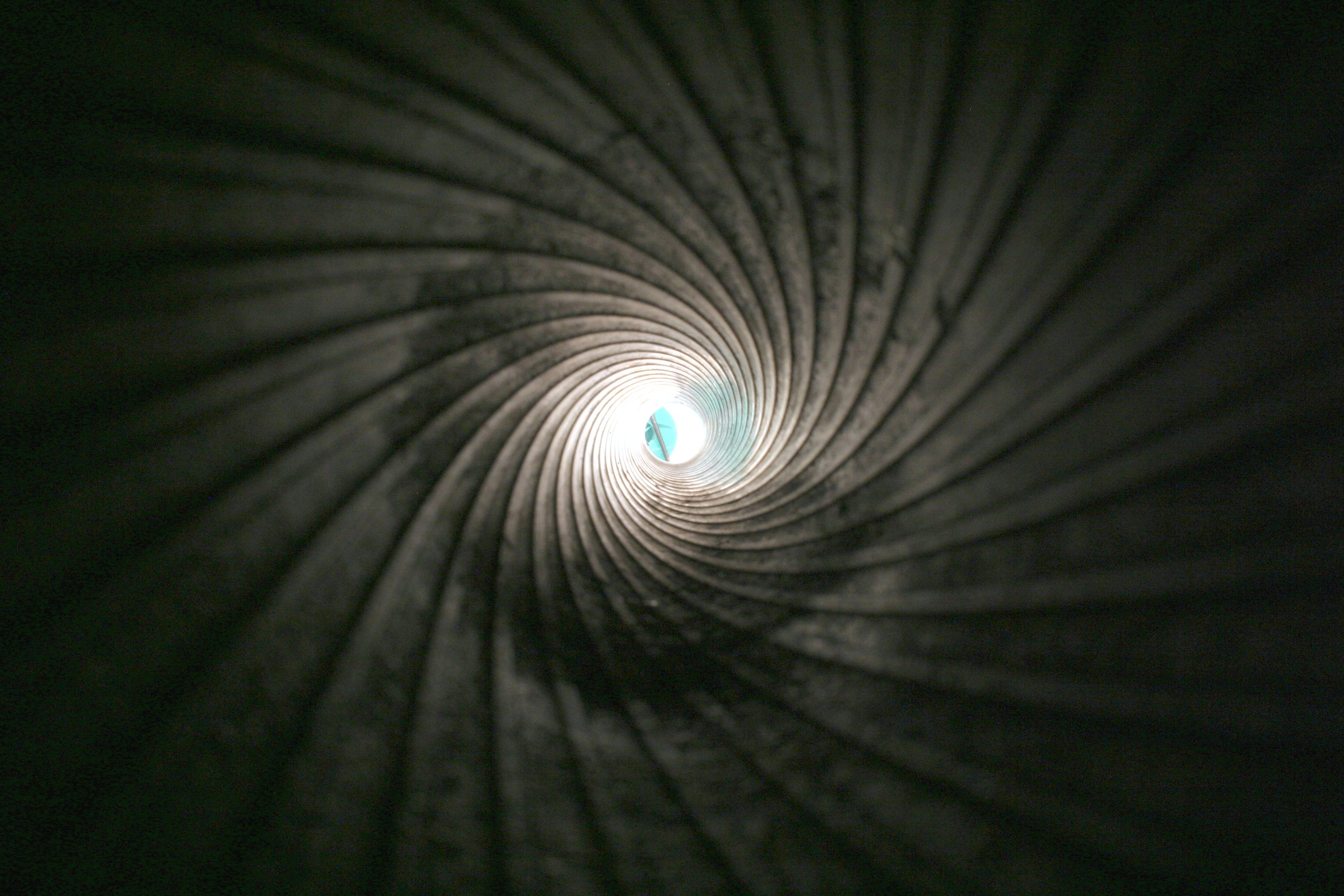
Detalle del ánima del Modelo 1897.
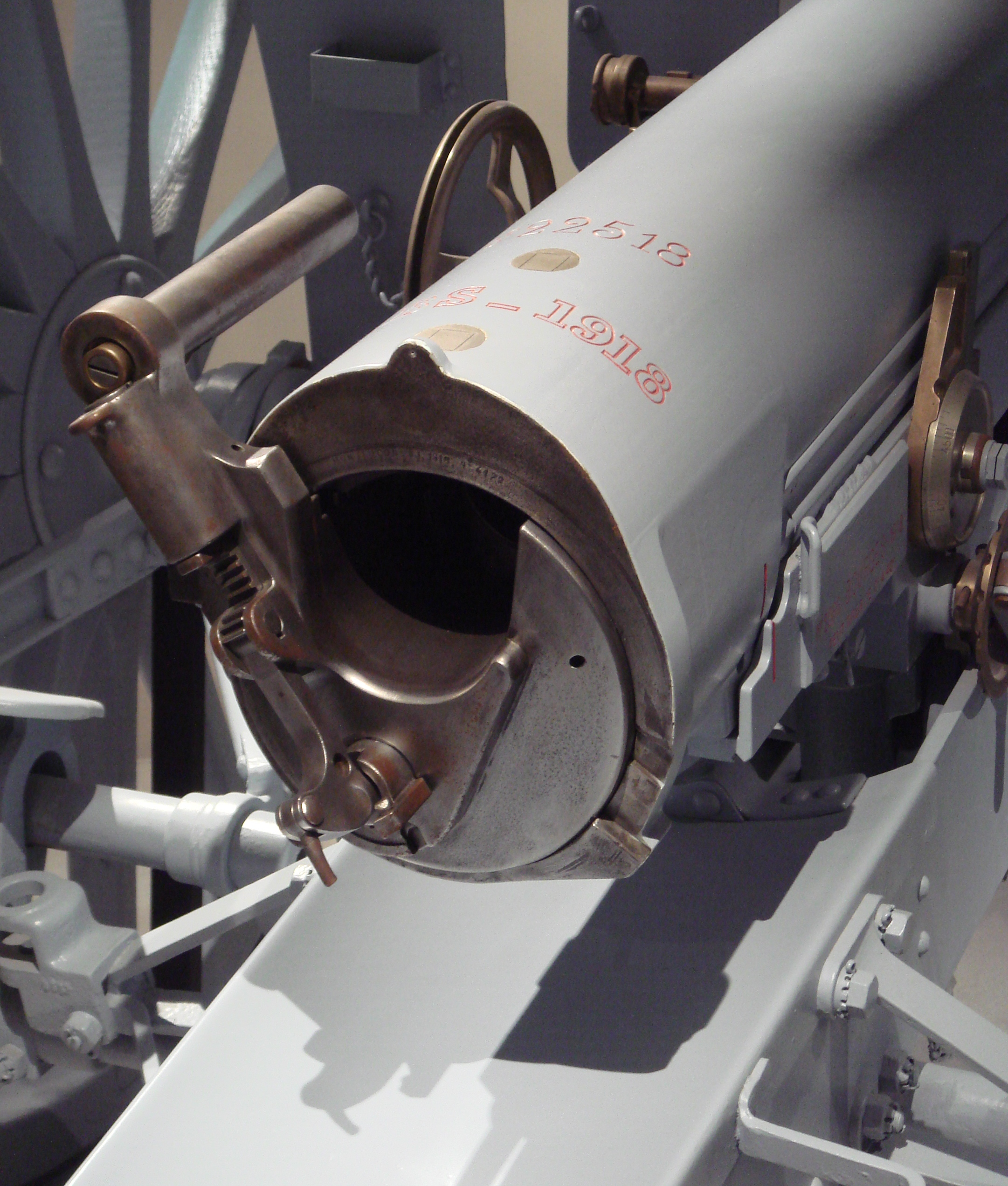
Cierre de la recámara de un 75.
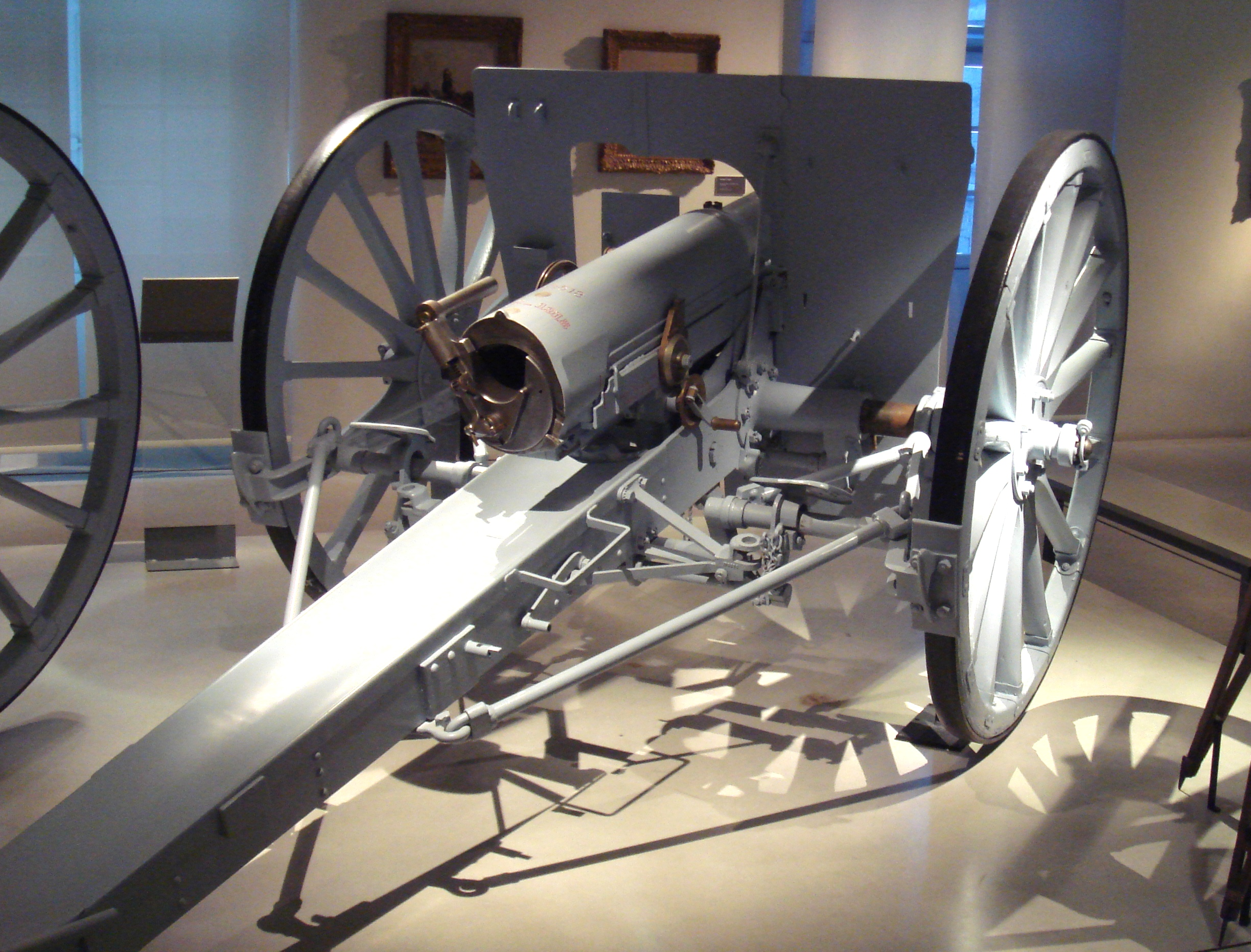
Vista trasera de un Modelo 1897.
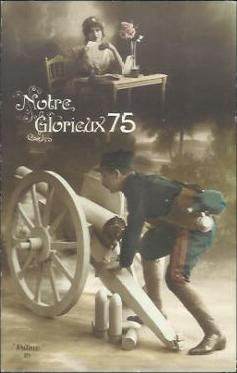
Nuestro glorioso 75, tarjeta postal francesa de propaganda.
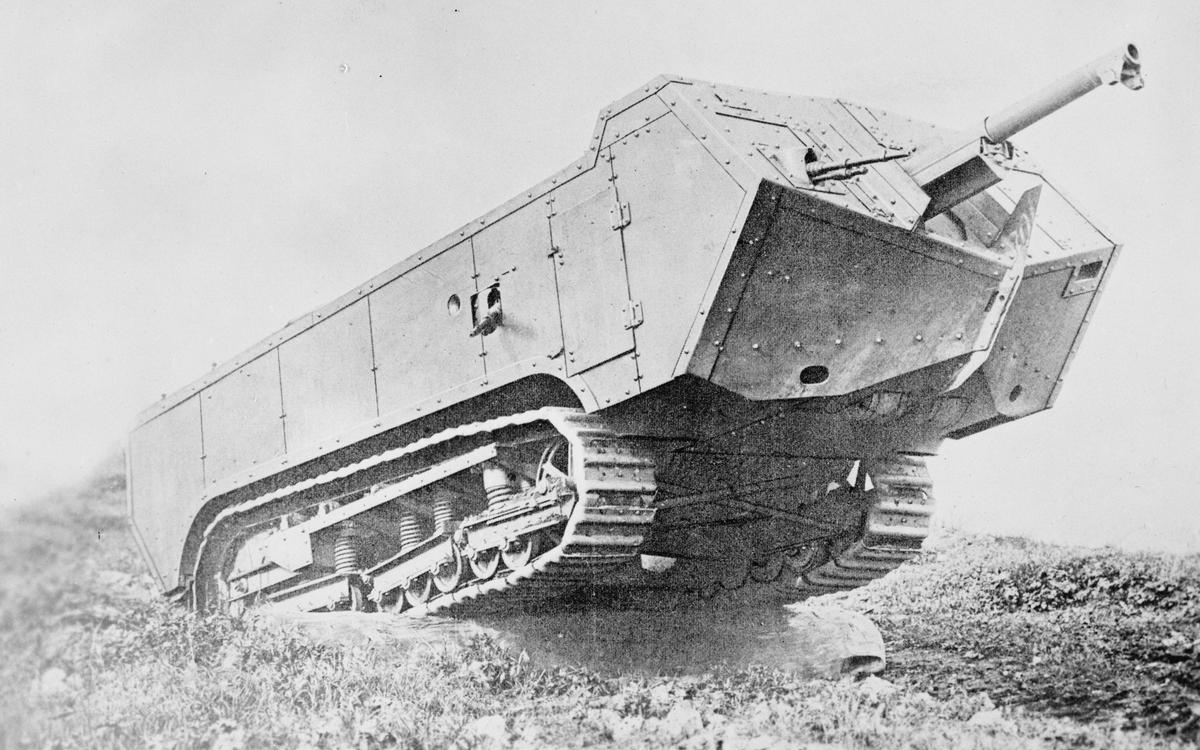
M.1897 de 75 mm instalado en el tanque de asalto St. Chamond.
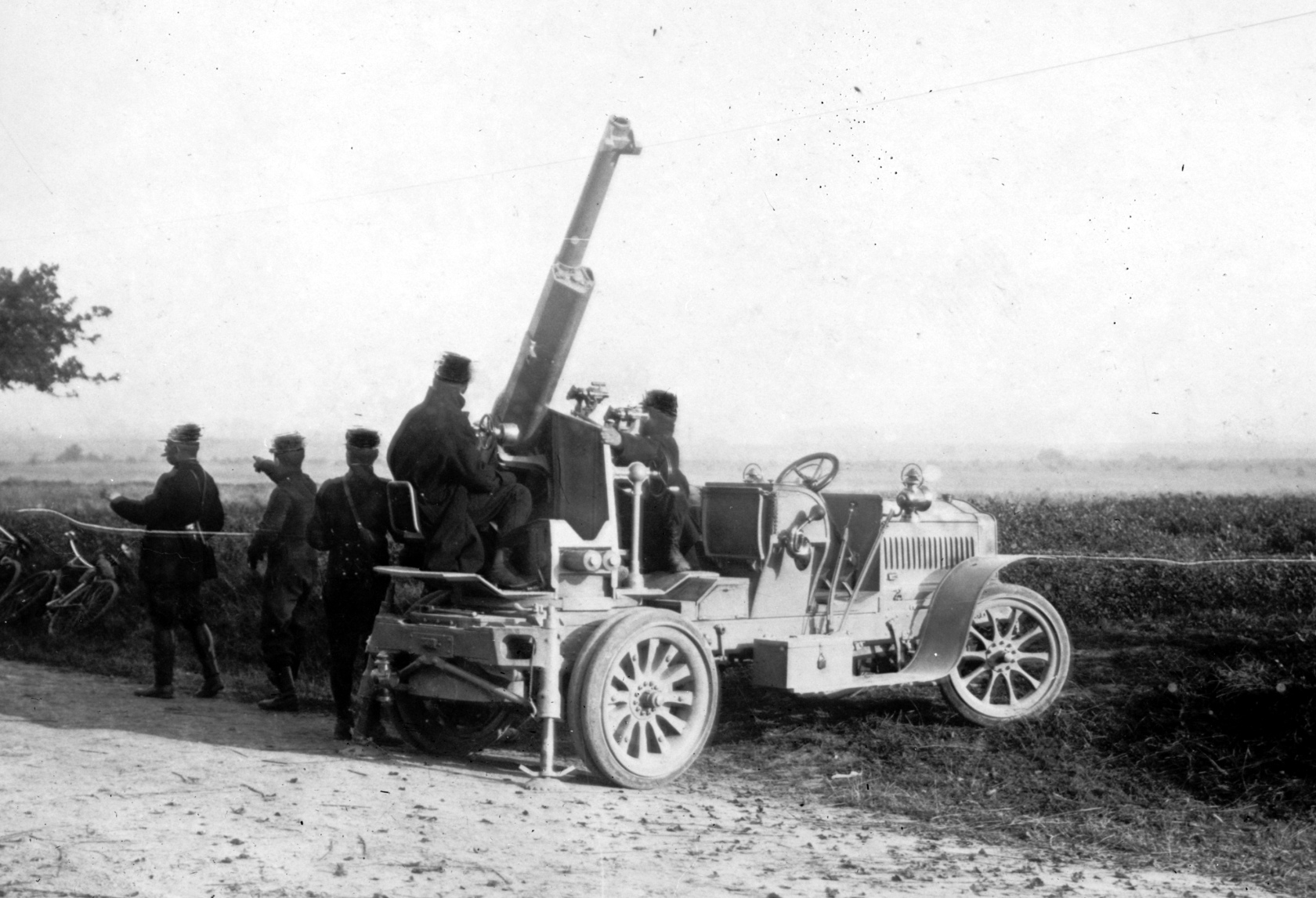
Autocanon de 75 mm mle 1913 montado sobre camión De Dion-Bouton.
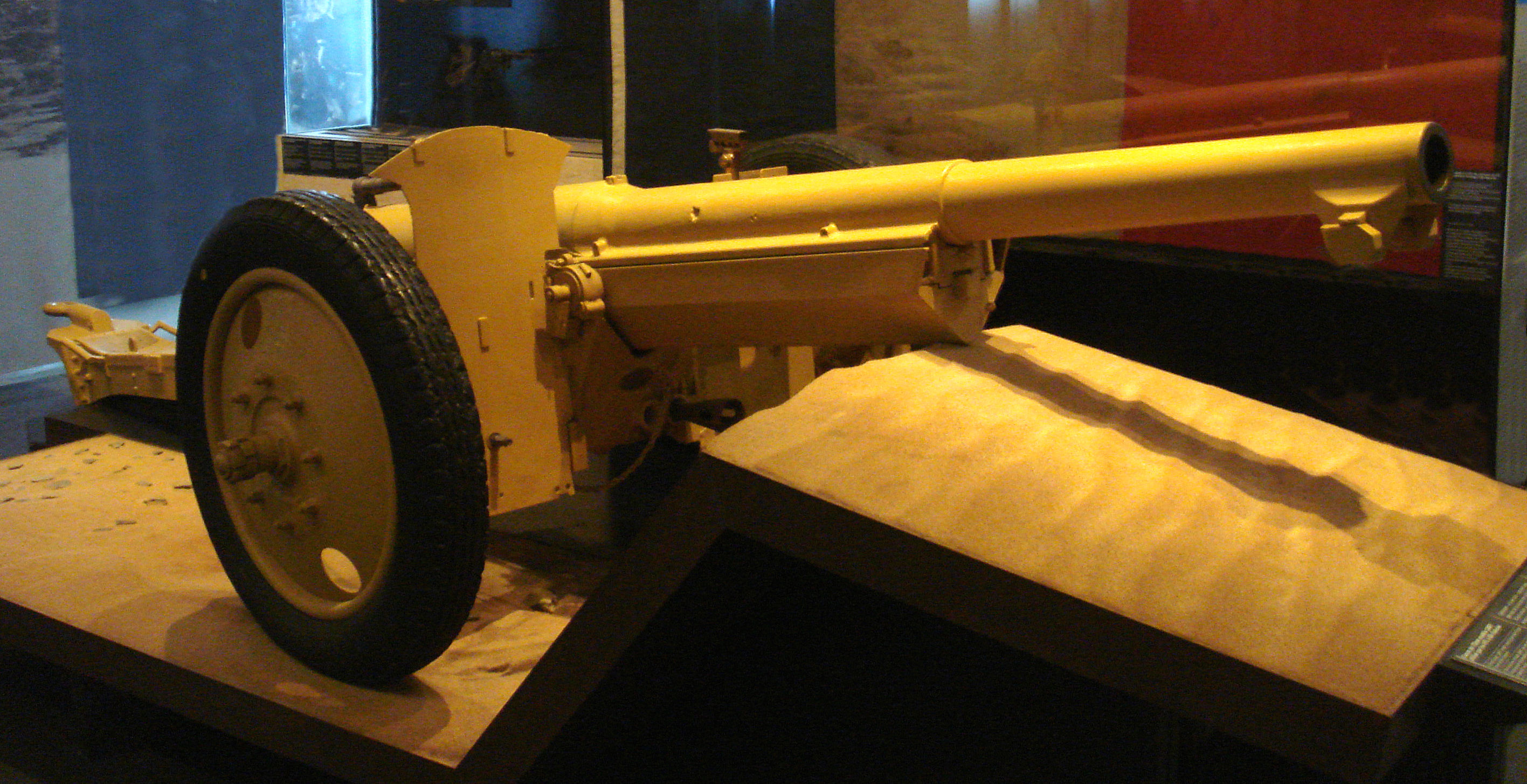
Canon de 75 modèle 1897 modifié 1938-1940 (modificación antitanque con ruedas neumáticas) utilizado en la Batalla de Bir Hakeim por las Fuerzas francesas libres, Musée de l'Armée.
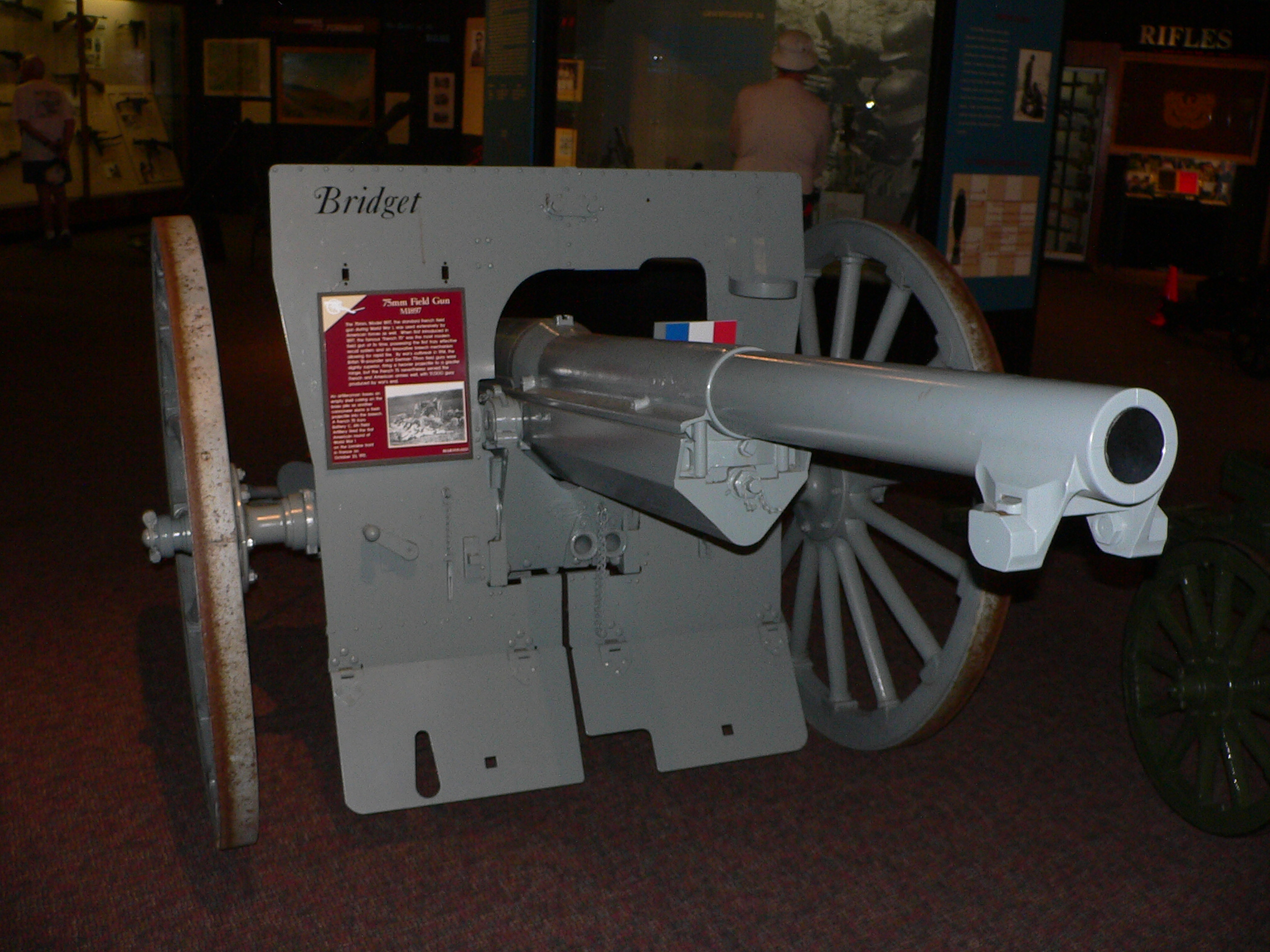
El 75 mm M1897 "Bridget", que disparó el primer obús estadounidense en acción en la Primera Guerra Mundial.
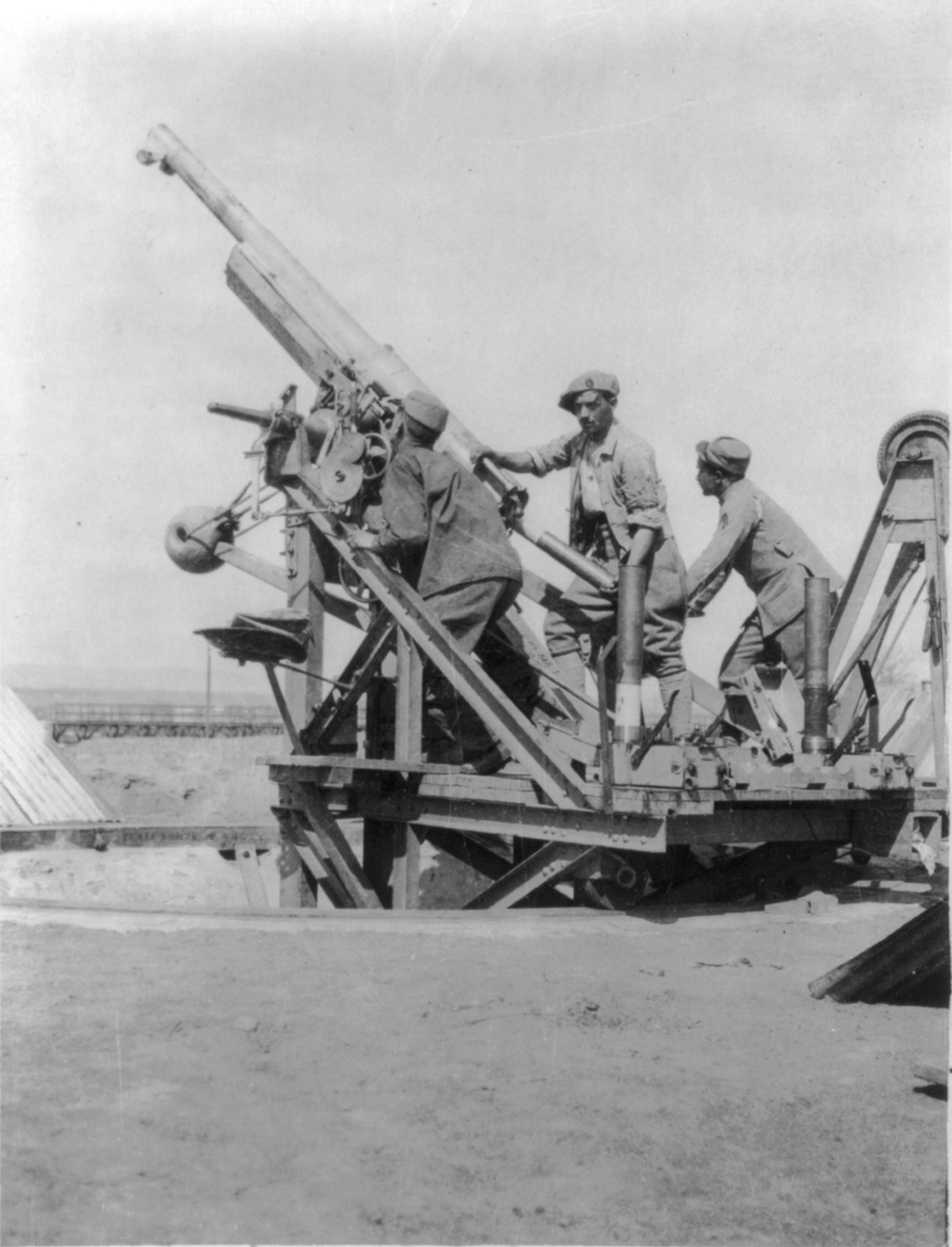
Canon de 75 mm antiaérien mle 1915, Salónica, Primera Guerra Mundial.
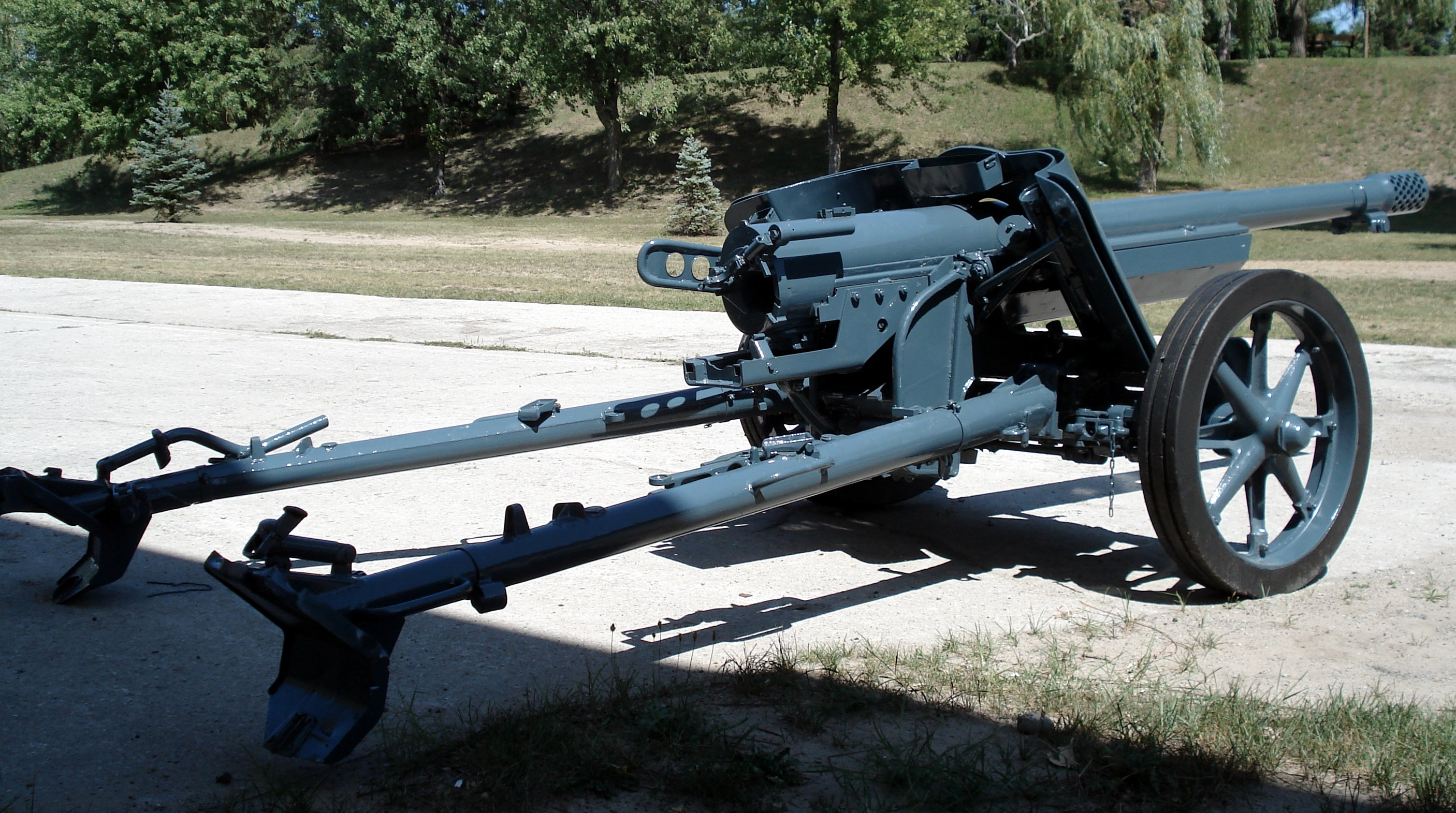
Cañón antitanque Pak 97/38 de 7,5 cm con freno de boca.
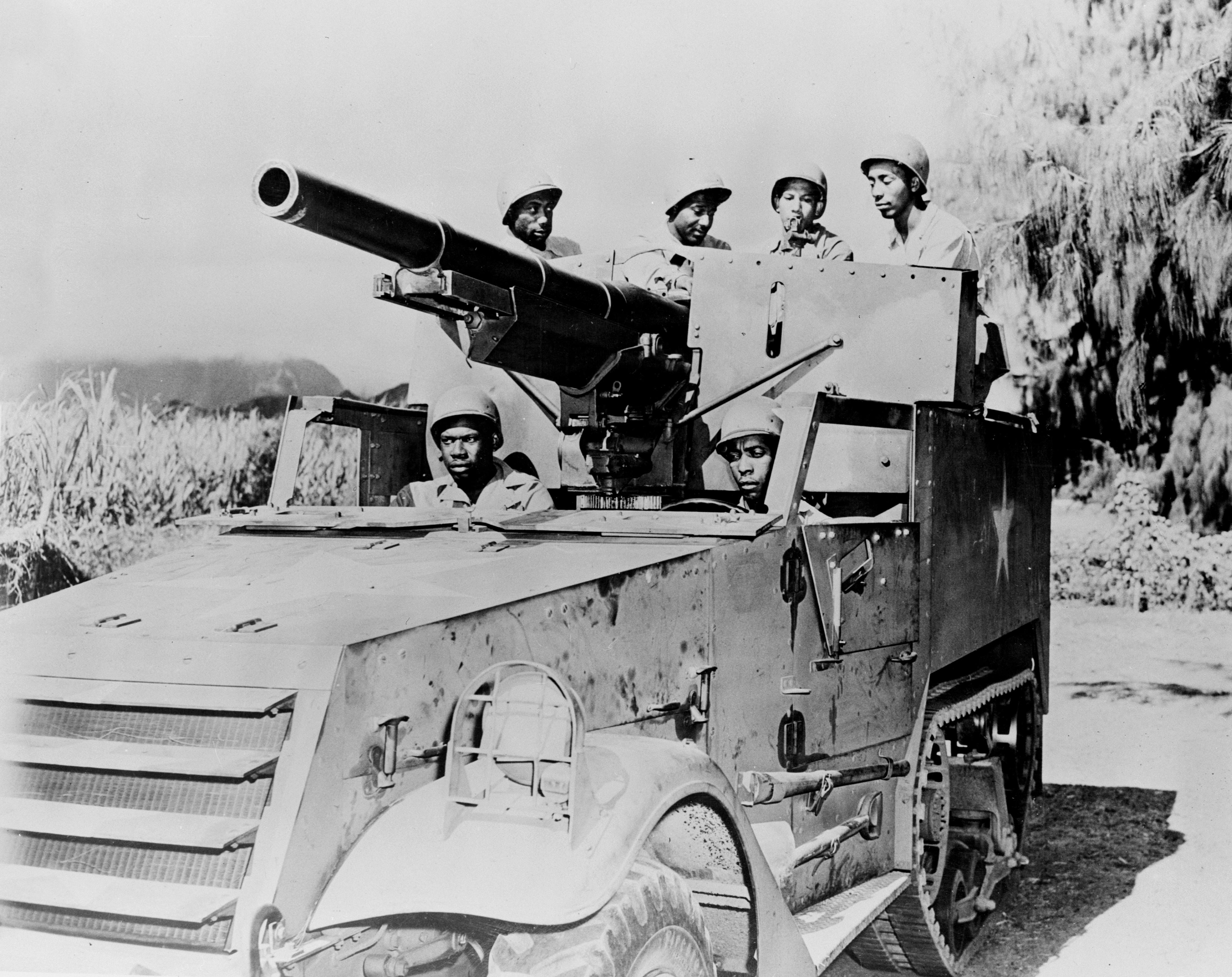
Destructor de tanques M3 Gun Motor Carriage.
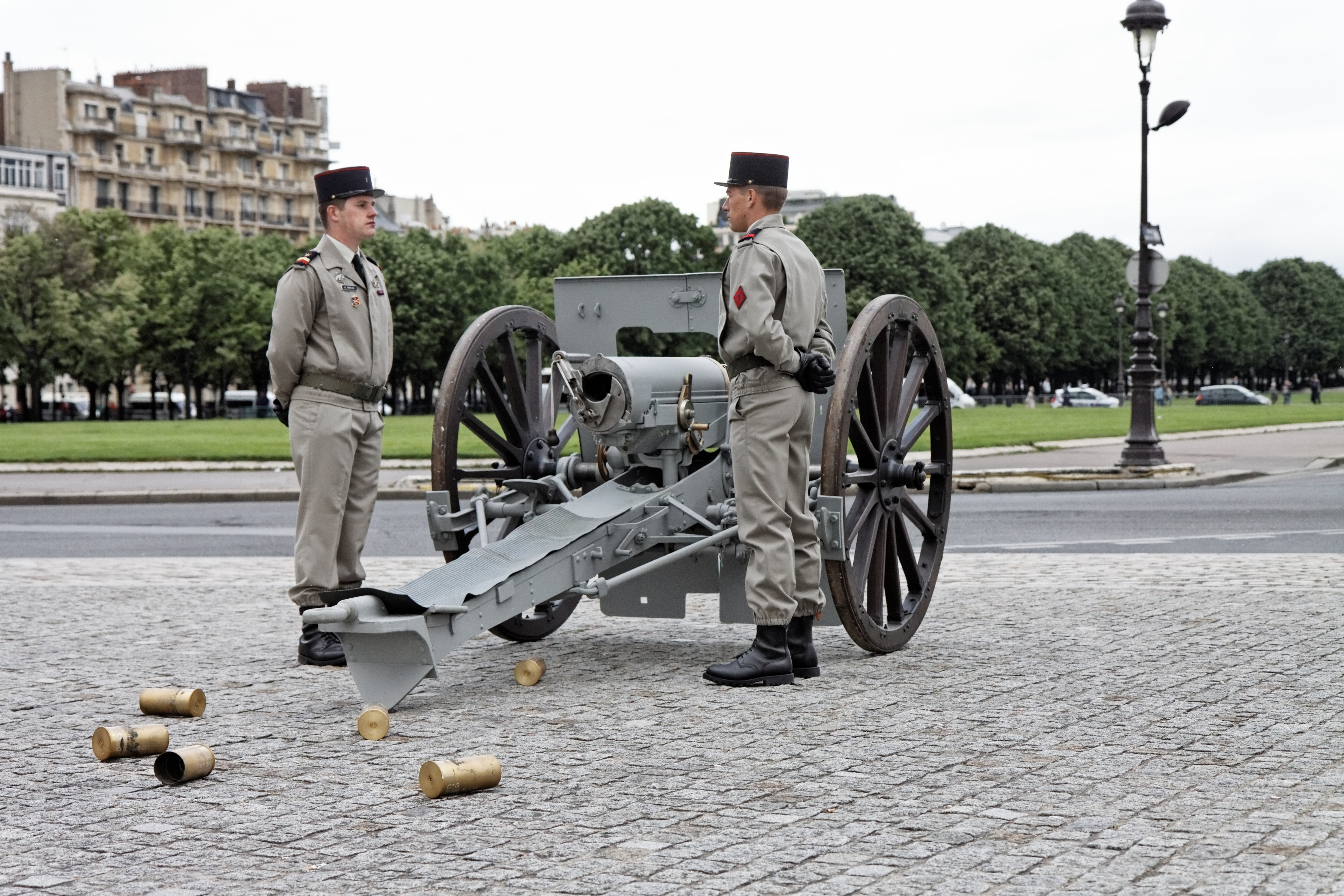
Uno de los Canon de 75 modèle 1897 utilizados como arma de saludo, colocado frente a Los Inválidos, habiendo disparado las 21 salvas en honor de François Hollande, al ser investido como Presidente de la República Francesa el 15 de mayo de 2012.